# کاراکاشلی (باشقیرستان)
کاراکاشلی (انگلیسی: Karakashly, Republic of Bashkortostan) یک شهرک در شهرستان شارانسکی استان باشقیرستان کشور روسیه است.